# Bergseetauchen

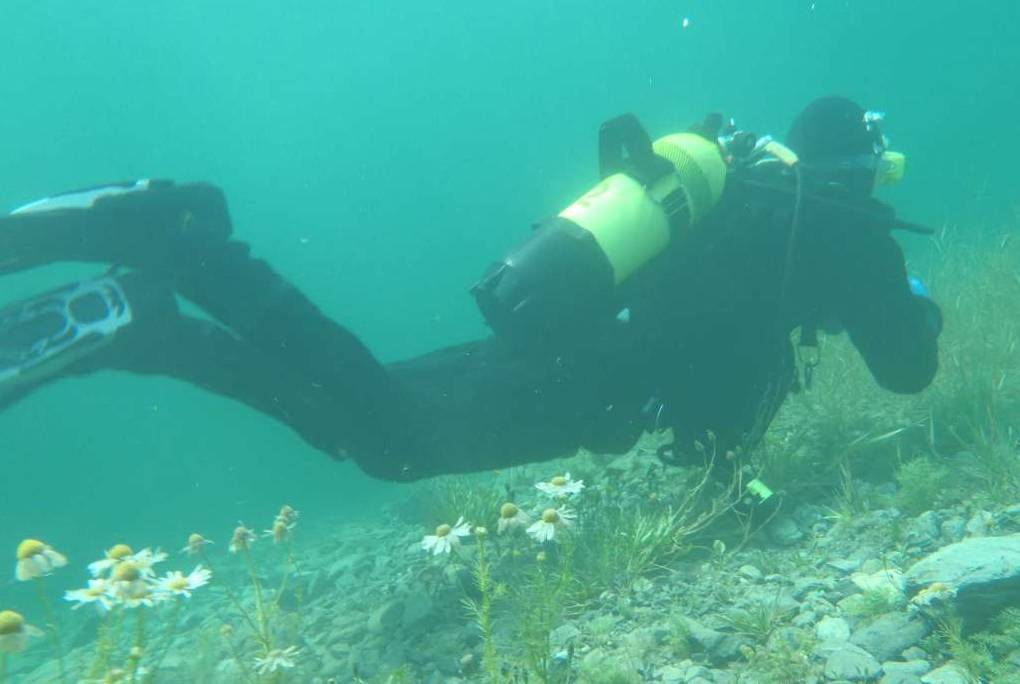
Taucher im Lai da Marmorera

Das Bergseetauchen bezeichnet im Tauchsport einen Tauchgang, bei dem wegen der erhöhten Lage andere Umgebungsbedingungen beachtet werden müssen als bei einem Tauchgang auf Meereshöhe.
In Höhenlagen herrschen andere Druckverhältnisse als auf Meereshöhe. In einem Bergsee müssen deshalb längere Dekompressionszeiten eingehalten werden, während sich die Nullzeiten verkürzen. Dazu gibt es spezielle auf entsprechende Höhen ausgerichtete Bergsee-Dekompressionstabellen und Berechnungsmodelle. In der Tauchausbildung wird oft ab 300 Meter Höhe über dem Meeresspiegel vom Bergseetauchen gesprochen. Andere Definitionen – wie beispielsweise das Dekompressions-Modell DECO 92 von Max Hahn – sehen erst ab 700 Meter über Meer angepasste Berechnungsmodelle vor.
Da das Wasser wegen der geringen Temperaturen weniger Schwebeteilchen enthält, sind in Bergseen, Stauseen und alpinen Flüssen Sichtweiten von bis zu 60 Meter möglich. In den gemäßigten Breiten nimmt die Vegetation und damit der Fischbestand ab einer Höhe von 1100 Metern rapide ab, was auch die Unterwasserlandschaft zum Ödland werden lassen kann. Alpine Gewässer sind meist kalt, was entsprechenden Kälteschutz mit Halbtrocken- bzw. Trockentauchanzügen unumgänglich macht.
Das Bergseetauchen stellt sowohl an den Taucher als auch an die Tauchausrüstung erhöhte Anforderungen, weshalb nur ausreichend erfahrene Taucher in hochalpinen Gewässern tauchen sollten.

## Messung des Drucks
Tiefenmesser, die aus dem Wasserdruck die Tauchtiefe ermitteln, müssen vor dem Tauchgang auf den entsprechend geringen Atmosphärendruck in großer Höhe justiert werden, wenn sie korrekte Werte anzeigen sollen. Während moderne Tauchcomputer den Umgebungsdruck – vor dem Einstieg – teilweise selbstständig messen und in die Berechnungen unter Wasser miteinbeziehen, können manche konventionellen Tiefenmesser mit einer Justierschraube vorangestellt werden. Nicht wenige der heute von Tauchern verwendeten konventionellen Tiefenmesser verfügen nicht über diese Möglichkeit. Da sie aber bei einem hochgelegenen Gewässer eine zu geringe Tiefe anzeigen, befindet sich der Taucher – auch mit der Abweichung von der effektiven Tiefe – immer auf der „sicheren Seite“.

## Dekompressionstabellen
Da der Atmosphärendruck mit zunehmender Höhe – pro 1000 m um rund 0,1 bar – abnimmt, steigt auch das Risiko für die Taucherkrankheit während und nach dem Auftauchen. Wegen des geringeren Aussendrucks/Luftdrucks können leichter Gasblasen ausperlen, weswegen der beim Tauchgang angereicherte Stickstoff langsamer abgebaut werden muss, als dies auf Meereshöhe der Fall wäre. Deshalb müssen an die Höhe angepasste Dekompressionstabellen und Berechnungsmodelle angewendet werden. In diese Kategorie fallen Gewässer ab einer entsprechenden Höhe von 300 oder 700 Metern Höhe über dem Meeresspiegel.

### Tauchgangplanung mit Korrekturfaktor
Dekompressionstabellen für Meereshöhe können zur Tauchgangplanung herangezogen werden, wenn mit einem Korrekturfaktor gerechnet wird:
{\displaystyle {\frac {\text{Atmosphärendruck in Meereshöhe}}{\text{Atmosphärendruck in der Höhe des Wasserspiegels}}}={\text{Korrekturfaktor}}}
Dieser Faktor muss mit allen Tiefen, die in der Dekompressionstabellen gesucht werden, multipliziert werden:
{\displaystyle {\text{Tauchtiefe }}\times {\text{ Korrekturfaktor}}={\text{in der Dekompressionstabellen zu suchende Tiefe}}}
Mit dieser Umrechnung erreicht man eine genügend konservative Tauchgangplanung, um das Risiko einer Taucherkrankheit auszuschließen.

### Bergsee-Dekompressionstabellen
Präziser und deshalb weniger konservativ als die Berechnung mit dem Korrekturfaktor – ist die Tauchgangplanung mit einer speziell für die Höhe angepassten Dekompressionstabelle. Im Laufe der Zeit wurden verschiedene solche Tabellen für unterschiedliche Höhen entwickelt: Am bekanntesten ist die sogenannte „Bühlmann-Tabelle“, die auf Albert Bühlmann zurückgeht.
Andere Tabellen sind die Hennessy-, Egi-Brubakk- und die Paulev-Zubieta-Tabelle.

### Bergseemodus
Noch weniger konservatives Tauchen als mit Bergsee-Dekompressionstabellen ist mit Computern möglich, die einen sogenannten Bergseemodus besitzen. Während manche Tauchcomputer selbstständig in diesen Modus umschalten, müssen andere Modelle manuell vom Benutzer umgestellt werden. Der Computer benutzt in einem solchen Modus für seine Berechnungen eine auf die Höhe angepasste Dekompressionstabelle.

### Wiederholungs-Tauchgänge
Werden am gleichen Tage mehrere Tauchgänge geplant, können diese auch mit Hilfe eines Korrekturfaktors berechnet werden, wobei die nächsthöhere Druckgruppe gewählt wird. Tauchcomputer beziehen die Oberflächenpause in die Berechnung der Limits für einen Wiederholungstauchgang mit ein. Für oberflächenversorgtes Tauchen und Heliox-Tauchgänge verbietet die US-Navy Wiederholungstauchgänge in alpinen Gewässern.

## Vor und nach dem Tauchen
Besonders bei Stauseen sollte vorgängig der Betreiber der Wehr- und Kraftwerksanlagen über die Tauchpläne informiert werden. Für Taucher ist es unmöglich, der Strömung zu entkommen, die ein unterirdischer Zufluss, eine Druckleitung oder ein offenes Wehr verursacht. Da Zu- und Abflüsse erst während des Tauchgangs geöffnet werden können, kann die Gefahr beim Einstieg noch nicht vorhanden sein und die Taucher unter Wasser überraschen.
Die geringen Wassertemperaturen in Bergseen können zu weiteren Gefahren führen:
- Unterkühlung.
- Vereisung des Atemreglers.[13]

Schon bei der Planung des Tauchgangs sollte deshalb auf kaltwassertaugliche Tauchausrüstung geachtet werden.
Die Rückfahrt von Bergseen erfordert oft das Überqueren von Pässen oder anderen Wegstrecken mit starkem Anstieg. Da bei zunehmender Höhe der Atmosphärendruck nachlässt und Stickstoff im Körper ausperlen könnte, besteht die Gefahr, dass eine Taucherkrankheit entsteht. Grundsätzlich sollte die Rückfahrt über keine Stelle führen, die höher liegt als der Spiegel des betauchten Gebirgsgewässers. Es gibt Modelle, um den maximal zulässigen ungefährlichen Aufstieg nach dem Bergseetauchgang zu berechnen. Da diese Modelle aber auch keine großen Aufstiege erlauben, werden sie normalerweise nicht angewandt.
Nicht selten sind Bergseen für Rettungsdienste nur schwer erreichbar. Bei einem Tauchunfall scheidet meist die Bergung oder der Transport per Rettungshelikopter aus, weil jeder Aufstieg auf größere Höhe eine erneute Gefährdung des verunfallten Tauchers bedeutet. Deshalb sollte bei der Tauchgangplanung dem Notfallszenario besondere Aufmerksamkeit geschenkt werden.

## Extremes Bergseetauchen

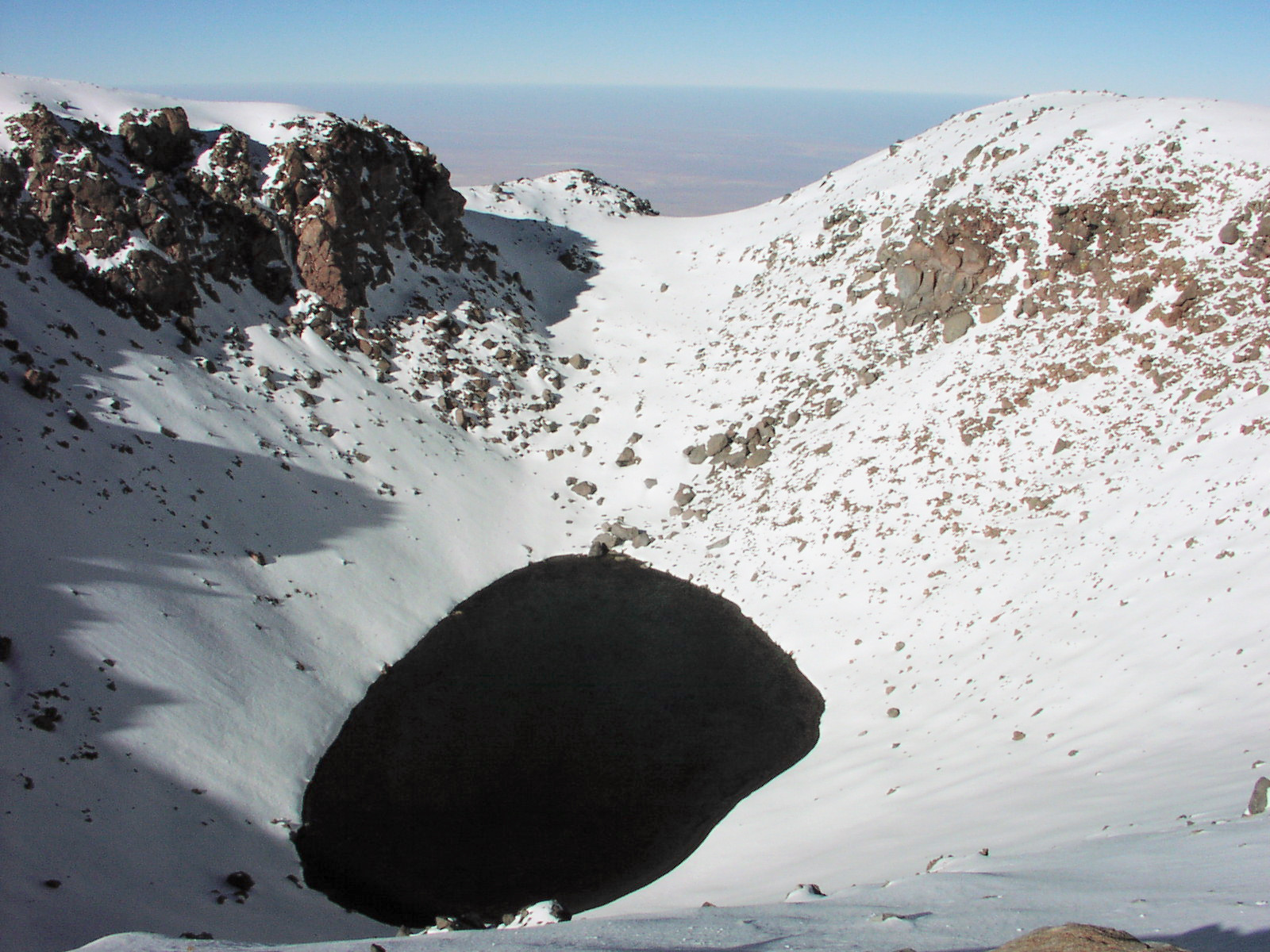
Kratersee des Licancabur

Obwohl es keine offiziellen Belege dafür gibt, wird angenommen, dass das Team von Charles Brush und Johan Reinhard im Jahr 1982 die höchsten Tauchgänge in einem der weltweit höchstgelegenen Seen, dem Kratersee des Licancabur auf 5916 m durchführten.